# Jupiter
 Ovo je glavno značenje pojma Jupiter. Za druga značenja pogledajte Jupiter (razdvojba).
Jupiter je planet iz klase jovijanskih planeta s najvećim promjerom i najvećom masom u Sunčevu sustavu, peti po udaljenosti od Sunca (prosječna udaljenost mu je 778 milijuna kilometara); jednom obiđe Sunce za 11,862 godina. Masa mu je 318,4 puta veća od Zemljine (na njega otpada 71 % ukupne planetske mase), a gustoća mu je samo oko četvrtine gustoće Zemlje. Veliki mu dio volumena tvori vodik, kojeg Jupiter, zbog svoje velike mase i gravitacije, nije izgubio od postanka Sunčeva sustava (4,57 milijarde godina), kao što se zbilo s drugim planetima.
Prema astronomskim ispitivanjima, podatcima i prema teorijskim modelima, Jupiter se sastoji od razmjerno malene silikatne jezgre bez oštre granice u sastavu (difuzna jezgra), okružene s dva sloja vodika: donji sloj, pod većim tlakom, ima metalna svojstva gdje su vodikovi elektroni u slabo vezanom ili u slobodnom stanju; gornji je sloj molekularni vodik (H2) u stanju superkritičnog fluida. Ni na kojoj dubini nema fazne granice, odnosno ne postoji čvrsta površina na koju se može stati ili tekuća u koju se može zaroniti.
Dno atmosfere definira kao dubina od 1000 km (1/70 polumjera planeta). U atmosferi je utvrđena prisutnost vodika, metana, helija, amonijaka, amonijeva hidrosulfida i smrznute vode. Pretpostavlja se da postoje i drugi spojevi (vodikov sulfid, različiti organski spojevi, kompleksni anorganski polimeri).
Jupiter se vrlo brzo vrti što, uz njegov velik promjer, uzrokuje jake centrifugalne sile, pa je izrazito spljošten prema polovima; ekvatorski mu je promjer 142 800 km, a polarni samo 134 000 km. Atmosfera mu je raslojena na pojaseve i zone. Rotacija mu je nejednolika: na ekvatoru jedan okret traje 9 h, 50 min, 30 s, a na 10° sjeverne ili južne širine 9 h, 55 min, 41 s. 
Jupiter ima oko 10 puta veće magnetsko polje od Zemlje. U njegovoj su atmosferi zamjetljive meteorološke i magnetske pojave slične onima na Zemlji, ali mnogo veće raširenosti i trajanja (na primjer oluje slične tropskim ciklonima). Do sada je otkriveno 79 Jupiterovih satelita, a četiri najveća otkrio je Galileo Galilei (do 1610.; galilejanski sateliti). Dva najveća, Ganimed i Kalista, veći su od planeta Merkura. Potom slijede Ija i Europa, približno veličine Mjeseca. 
Motrenja pomrčine Jupiterovih satelita služila su u pomorstvu za određivanje položaja broda, zemljopisne dužine, u doba kada nije bilo pouzdanih kronometara ni radiosignala. Na temelju neravnomjernosti u pojavama pomrčina satelita, s obzirom na njihovu udaljenost od Zemlje, izračunao je Ole Rømer prvi put brzinu svjetlosti. Jupiterovi prsteni sastoje se od čestica mikroskopske veličine. Prošireni Halo prsten udaljen je od središta planeta 1,40 do 1,72 Jupiterovog polumjera, najsjajniji Glavni prsten na udaljenosti je od 1,72 do 1,81 polumjera, a rijetki Paučinasti (engl.: Gossamer Ring) prsten udaljen je 1,81 do 3 polumjera.
Jupiter je prividno četvrto najsjajnije nebesko tijelo, nakon Sunca, Mjeseca i Venere.
Dobio je ime po vrhovnom bogu starih Rimljana, kojeg su Grci zvali Zeus. (Vidi Jupiter). Po uzoru na stara češka imena planeta, kajkavci su jedno vrijeme upotrebljavali ime Kraljomoć (Kralyomoch po starom kajkavskom pravopisu).

## Fizička svojstva

### Atmosfera
Jupiterova atmosfera sastoji se od gustih slojeva oblaka čija visina seže do 1000 kilometara. Slojevi oblaka dijele se u tri glavne skupine koji se međusobno razlikuju po boji, s prugama usporednim ekvatoru. Rub Jupiterovog diska je prividno zatamnjen, jer tu pogled prodire kroz deblji sloj atmosfere. Među oblačnim prugama razlikuju se blijedožute zone i tamniji pojasevi blagih crvenkastosmeđih nijansi. Na vrhu atmosfere se nalaze crvenkasti oblaci čiji sastav je mješavina leda i vode. Kristali amonijevog hidrogensulfida čine bijele i smeđe oblake koji su u središnjem dijelu atmosfere. Dno atmosfere pokrivaju slabašno plavičasti oblaci koji svoju boju zahvaljuju kristalima amonijakovog leda.
Općenit sastav po masenom udjelu je 75 % vodika i 23 % helija, koji se u planetologiji nazivaju "plinovima" jer se nekoć nisu mogli ukapljiti pa su se smatrali "permanentnim plinovima", otud naziv "plinoviti div" - po kemijskom sastavu, a ne agregatnom stanju. Ostatak otpada na vodenu paru, metan, amonijak i slične kemijske spojeve.
Sa Zemlje prate se promjene širine, boje i kontrasta zona i pojasa te razne pjege, od kojih je Velika crvena pjega najviđenija i najstalnija pojava. To je područje eliptičnog oblika u Jupiterovoj atmosferi čija je veličina otprilike 12 000 x 25 000 km. Velika crvena pjega je velika oluja koja traje već stoljećima. Vjetrovi koji u njoj pušu mogu premašiti brzinu od 600 km/h. Područje Velike crvene pjege nije jedino aktivno - cijela atmosfera je vrlo turbulentna i aktivna. Prosječna brzina vjetra u gornjim slojevima atmosfere je 500 km/h.
Brzina vrtnje Jupitera određena je nakon dugogodišnjih promatranja uočljivih znakova. U ekvatorskom području, 7° na jug i sjever, prosječan period vrtnje (rotacije) jednak je 9 sati 50 minuta i 30 sekundi. Znakovi na većim jovigrafskim širinama otkrivaju duži period. Različit period vrtnje različitih širina svojstvo je nebeskih tijela koja nisu kruta. Period rotacije pojedinih detalja u oblacima drukčiji je zbog atmosferskih gibanja. Velika crvena pjega u razmaku od stotinu godina imala je prosječan period 9h 55 min 38 s. Period rotacije fluida neposredno ispod atmosfere određen je uz pomoć radio valova i pojava u magnetskom polju, koje se okreću s istom brzinom, na 9 h 55 min 29,7 s.
Stanje atmosfere i cijelog Jupitera razmatra se na temelju poznavanja strukture tvari u najširem rasponu fizičkih uvjeta. Zbog velike mase planeta, tlak se u dubini penje na više desetaka milijuna bara. Tlakovi i temperature koji vladaju u unutrašnjosti Jupitera dovode do agregacijskog stanja vodika koje se naziva superkritičnim fluidom, a na još većinom dubinama takav vodik postaje električno vodljiv kao metal, pa se naziva metalni vodik. Vodik u Jupiteru ne može biti tekuć jer je na dubinama gdje vladaju dovoljni tlakovi za ukapljivanje vodika temperatura puno viša od kritične temperature vodika.
Na manjim dubinama, gdje je tlak 20-30 bar, vodik je u plinovitom stanju. Ta dubina uzima se kao baza atmosfere.

#### Kemijski sastav
Kemijski sastav atmosfere divovskih planeta obilježen je obiljem vodika i helija; na vodik otpada 5 puta veći obujam nego na helij. Osim tih dvaju kemijskih elemenata, spektrografski je ustanovljen metan (CH4), amonijak (NH3) i vodena para (H2O), uz tragove etana (C2H6), etina (C2H2, fosfina (PH3) i ugljikovog monoksida (CO). Za svijetle zone ustanovljeno je da se sastoje od kristala amonijaka. One su oblačni sloj ograničen na neke jovigrafske širine. U procijepu između zona zapaža se niži neprekinuti sloj; pojasi su samo vidljivi dijelovi tog sloja. Žućkastonarančaste i smeđe nijanse pojasa tumače se kristalima amonijevog hidrogensulfida (NH4HS), a crvena boja nekih detalja, kao i Velike crvene pjege, tumače se kristalima fosfora. Ispod sloja pojaseva nalazi se treći, najniži sloj oblaka, koji se neposredno ne može vidjeti, a sastoji se od kristala vode. 

#### Temperatura atmosfere
Temperatura raste od razine gdje tlak iznosi 0,1 bar, na obje strane, i prema dolje, i prema gore, u ionosferu. Najniža temperatura iznosi oko 100 K (−173 °C). Temperature su određene opažanjem infracrvenog i radio valnog zračenja planeta. Prosječna temperatura koju otkriva Jupiterovo zračenje jednako je 140 K (−133 °C), što je za 20 K više od ravnotežne temperature, temperature koju bi imao da mu je jedini dotok energije sa Sunca. Do vanjskih slojeva Jupitera stiže od Sunca 51 W/m2 (Sunčeva konstanta). Stoga se temperatura od 140 K dade rastumačiti jedino vlastitim izvorom energije smještenim na Jupiteru. Jupiter sam zrači nešto manje od Sunčeve konstante. Izvorom energije moglo bi biti stezanje planetskog tijela koje se odvija zbog vlastite gravitacijske sile. Ili se stezanje nastavlja i danas (za opaženu količinu energije bilo bi dovoljno da se polumjer godišnje smanji za 1 mm), ili je proces zaustavljen, a Jupiter samo otpušta nakupljenu toplinu. 
Jupiter ima dva izvora topline. Zbog unutarnjeg izvora topline razlike u temperaturi oblaka između ekvatorskih i polarnih krajeva iznose svega nekoliko stupnjeva. Zato Jupiterova klima malo ovisi o Sunčevoj toplini. Meridionalna cirkulacija, dizanje masa u ekvatorskom području i spuštanje u polarnom, zamaskirana je brzom vrtnjom (rotacijom). 
Brza rotacija je treća okolnost koja bitno određuje ponašanje atmosfere. Zbog nje je građa oblačnog pokrova uređena u smjeru vrtnje. No rotacija dovodi i do veoma zavojitih gibanja zračnih masa koje se pokreću u smjeru juga ili sjevera. Smjer zakretanja ovisi o tome giba li se masa na sjevernoj ili na južnoj polutki. Na sjevernoj vjetrovi skreću udesno, na južnoj ulijevo. Učinak je izražen mnogo jače nego na Zemlji, a izazvan je Coriolisovom silom (inercijska sila što se javlja u sustavu koji se vrti). 
Pri niskim temperaturama energija se prenosi veoma sporo, bilo da se prenosi zračenjem ili vođenjem. Dijelovi atmosfere sporo se hlade i sporo zagrijavaju. U zoni zrak se diže i hladi, a zatim ispunjava područje nižeg tlaka, to jest ponire u područje pojasa. Okomito atmosfersko kruženje odvija se u ravnini meridijana, pa dolazi do skretanja zračnih masa. Kada vjetar skrene u smjer paralele, skretanje prestaje, jer Coriolisova sila ne djeluje na tijela koja se gibaju po paralelama vodoravno (Coriolisova sila je inercijska sila koja se javlja u sustavu kada pokretno tijelo mijenja udaljenost od osi vrtnje). Sjeverna granica zone pokazuje strujanje u smjeru vrtnje (rotacije), a južna suprotno; na južnoj je polutki sve obratno. 

#### Velika crvena pjega
Pri dodiru slojeva koji se gibaju suprotnim smjerovima dolazi do vrtložnog gibanja, javljaju se valovi i pjege, u kojima se odvija ciklonalno i anticiklonalno gibanje. Jedna takva pjega je i Velika crvena pjega, kojoj je veličina 15 000 x 15 000 km. Ona je preživjela više stoljeća. Period njezina obrtanja iznosi 6 dana. Jedna manja pjega koja ponekad prođe kraj Velike crvene pjege viđa se više od 40 godina. Mnogobrojni ovalni vrtlozi i valovi dugotrajnog su obilježja zato što plove u jednoličnom sredstvu, u kojemu se toplina sporo prenosi s jednog mjesta na drugo. Još nije objašnjena dugovječnost Velike crvene pjege.

#### Ionosfera
Iznad oblaka neposredno se nastavlja ionosfera. Ona se pruža daleko u prostor i obuhvaćena je magnetosferom, područjem sa svojstvenim oblikom magnetskog polja. Koncentracija elektrona u ionosferi iznosi najviše od 105 do 106 ion/cm3, u predjelu prvih 3000 km iznad oblačnog sloja. Temperatura ovdje premašuje 1000 K, no količina sadržane topline je, zbog praktičnog vakuuma, vrlo sitna. 

### Svojstva unutrašnjosti planeta
Mjerenja gravitacijskog polja ukazuju na postojanje značajne koncentracije stjenovitog i ledenog materijala u Jupiterovoj unutrašnjosti, vjerojatno jezgre mase 10 do 15 puta veće od Zemlje. Tlak u unutrašnjosti Jupitera dostiže više desetaka milijuna bara.
Na stjenovitu jzgru nastavlja se debeli sloj metalnog vodika. Naime, pri tlaku od oko 2 × 1011 Pa, vodik prelazi u metalno tekuće stanje. To je stanje pri kojem su molekule vodika tako gusto složene da pojedine atome susjedna molekula privlači jednako kao i atom partner u istoj molekuli. Posljedica toga je razbijanje molekula. Pored toga događa se da i elektrone u ljuskama privlače susjedne jezgre, pa dolazi do ionizacije (odvajanja elektrona od jezgri). Vodik postaje vrlo vodljiv (slično metalima), pa se zato ovo stanje zove metalni vodik. Ovaj sloj vjerojatno sadrži i primjese helija i raznih volatila. Postojanje metalnog vodika je dokazano u laboratorijima na Zemlji 1996.
Na sloj metalnog vodika se u blagom prijelazu nastavlja sloj vodika i helija u molekularnom obliku stanju superkritičnog fluida, a ovaj prelazi u plinovito bliže površini. Iz svemira vidljiva atmosfera samo je vanjski dio ovog sloja. Ovaj sloj sadrži i manje količine vode, ugljikovog dioksida, metana i drugih jednostavnih spojeva.
Jupiter je po sastavu 90 % vodik i 10 % helij (po volumnom udjelu), s tragovima vode, metana i amonijaka. Taj sastav približno odgovara i sastavu prvotnog oblaka od kojeg je i nastao Sunčev sustav.
Jupiterova unutrašnjost je vrlo vruća, temperature u središtu su čak 20 000 K, pa Jupiter 1,5 puta više energije zrači u svemir nego što je prima od Sunca. Ravnotežna temperatura (ona koju bi imao da ga grije samo Sunce) za Jupiter iznosi 140 K, ali je stvarna temperatura njegovih vanjskih dijelova oko 160 K. To se objašnjava Kelvin-Helmholtzovim mehanizmom (potencijalna energija gravitacijskog polja sažimanjem prelazi u unutarnju energiju).
Postoji urbani mit da Jupiteru nedostaje samo malo mase da bi postao zvijezda. Iako velik, Jupiter je po dimenzijama vrlo daleko od zvijezda ili smeđih patuljaka. Trebala bi mu oko 80 puta veća masa da u njegovu središtu tek započnu nuklearne reakcije s deuterijem.

### Orbita
Jupiter je jedini planet čiji baricentar sa Suncem leži izvan volumena Sunca, iako za samo 7 % Sunčevog polumjera. Prosječna udaljenost između Jupitera i Sunca je 778 milijuna km (oko 5,2 puta veća od prosječne udaljenosti između Zemlje i Sunca, ili 5,2 AU) i Jupiter svoju stazu oko Sunca obiđe za 11,87 godina. To je otprilike dvije petine orbitalnog razdoblja Saturna, tvoreći orbitalnu rezonancu između dva najveća planeta Sunčevog sustava. Eliptična orbita Jupitera nagnuta je 1,31° u odnosu na Zemlju. Kako je ekscentričnost njegove orbite 0,048, udaljenost Jupitera od Sunca varira za 75 milijuna  km između najbližeg pristupa (perihel) i najveće udaljenosti (afel). Zbog eliptičnosti putanje udaljenost između Jupitera i Sunca se mijenja od 4,95 do 5,5 AJ.

#### Vrtnja ili rotacija
Jedan Jupiterov dan traje 9 sati i 50 minuta. Zbog te brze rotacije na Jupiteru nastaju snažna vrtloženja i turbulencije u atmosferi. Periodi rotacije se razlikuju od sloja do sloja zbog različitih atmosferskih gibanja.
Jupiterov nagib je relativno mali: samo 3,13°. Kao rezultat toga, ona ne doživljava značajne sezonske promjene, za razliku od, primjerice, Zemlje i Marsa.
Jupiterova rotacija najbrža je od svih planeta Sunčevog sustava, dovršavajući rotaciju na svojoj osi za nešto manje od deset sati; ovo stvara ekvatorijalno ispupčenje koje se lako vidi kroz amaterski teleskop sa Zemlje. Planet je oblikovan kao sferoid, što znači da je promjer njegovog ekvatora duži od promjera izmjerenog između Jupiterovih polova. Na Jupiteru ekvatorijalni promjer je 9,275 km duži od promjera izmjerenog kroz polove.
Budući da je planet fluidno tijelo, njegova gornja atmosfera prolazi kroz diferencijalnu rotaciju. Rotacija Jupiterove polarne atmosfere je oko 5 minuta duža od one u ekvatorijalnoj atmosferi; kao referentni okvir koriste se tri sustava, osobito pri graficiranju gibanja atmosferskih značajki. Sustav I primjenjuje se od zemljopisnih širina 10° S do 10° J; njegovo je ophodno vrijeme najkraće na planetu, te iznosi 9h 50m 30,0s. Sustav II primjenjuje se na svim geografskim širinama sjeverno i južno od njih; njegovo razdoblje je 9h 55m 40,6s. Sustav III prvi su definirali radioastronomi i odgovara rotaciji magnetosfere planeta; njegovo razdoblje je službena rotacija Jupitera.

### Magnetosfera
Godine 1955. otkrivena je radio-emisija s Jupitera, što je upućivalo na jako magnetsko polje. Jako magnetsko polje Jupitera posljedica je debelog sloja metalnog vodika i brze vrtnje (rotacije). Magnetska je os priklonjena za 11° prema osi rotacije. Smjer magnetskog polja suprotan je magnetskom polju na Zemlji, što znači da je sjeverni magnetski pol zaista na sjevernoj polutki planeta. U atmosferi, ono iznosi oko 10-3 T (4000 puta jače od Zemljinog). Jupiterovo magnetsko polje je oko 100 puta veće od Zemljinog. Proteže se nekoliko milijuna kilometara u smjeru Sunca i čak oko 650 milijuna km u suprotnom pravcu, te doseže i do Saturnove putanje. Magnetsko polje stvara jake struje visoko-energetskih čestica koje su 10 puta jače od onih u Zemljinim Van Allenovim pojasima. Ono obuhvaća i putanje Jupiterovih satelita, pa se time djelomično objašnjava velika vulkanska aktivnost na Iji. Između Jupitera i Ije izmjerena je električna struja jakosti 5 megamapera. Naelektrizirane čestice ubrzane do vrlo velikih brzina udaraju u Ijinu površinu i izbijaju atome s površine. Izbijeni atomi čine Ijin torus, veliki prstenasti oblak električki nabijenih čestica oko Ijine putanje. Do položaja na kojem se nalazi satelit Ija magnetosfera se vrti s jednakom kutnom brzinom kao i Jupiter. Ona je izvor dekametarskih radio valova promjenjive jačine, uzrokovanih električnim pražnjenjima. Uopće je Jupiter jedan od relativno najjačih izvora svemirskih radio valova koji se detektiraju sa Zemlje. Snimljene su munje i polarna svjetlost. Iz magnotosfere znadu se osloboditi električke čestice i u obliku kozmičkih zraka stići do Zemlje, a zabilježene su i kod Merkura.

## Jupiterovi prsteni
Godine 1979. svemirska letjelica Voyager 1 je otkrila Jupiterove prstene. Prsteni se uglavnom sastoje od mikrometarskih čestica prašine, a prostiru se sve do površine planeta. Prsteni su male gustoće, polumjera 129 000 km, a njihova debljina manja je od 30 km. Najbliži Jupiteru je Halo prsten, širok oko 20 000 km, koji ima oblik torusa. Na Halo se nastavlja 7000 km široki Glavni prsten. Unutar glavnog prstena se nalaze i Jupiterovi sateliti Metida i Adrasteja. Smatra se da su ova dva satelita izvor materijala (udari meteorita izbacuju krhotine u svemir) za Glavni pojas, dok su druga dva mala unutarnja satelita – Amalteju i Tebu – izvori materijala za vrlo rijetke Amalthea Gossamer (unutar Amaltejine putanje) i Thebe Gossamer (između putanja Amalteje i Tebe) prstene koji se nastavljaju na Glavni prsten (Paučinasti prsteni).

## Prirodni sateliti
Prema dosadašnjim saznanjima oko Jupitera kruži 95 prirodnih satelita, od kojih 79 ima promjer manji od 10km. Razdvajanje po skupinama napravljeno je po svojstvima nebeskih tijela kao i po svojstvima njihovih putanja. Na primjer galilejanski sateliti su veliki i nalik su malim planetima, dok su sateliti iz skupine Ananke ili iz skupine Amalteja mala tijela nepravilnog oblika i asteroidnog podrijetla. Kako su mase galilejanskih satelita velike, usporedive s masom Mjeseca, to oni jedan drugome znatno remete staze. Iako su im ekscentriciteti maleni, oni se ipak neprekidno mijenjaju. Zbog velikog broja prirodnih satelita, postoji podjela po sljedećim skupinama:
- Jupiterovi unutarnji sateliti
- Galilejanski sateliti (Io, Europa, Ganimed, Kalista)
- Temisto
- Himalija
- Ananka
- Karma
- Karpo
- Pasifaja

### Jupiterovi unutarnji sateliti
Jupiterovi unutarnji sateliti su Amalteja, Metida, Adrasteja i Teba, a to su nepravilna, planetoidna tijela, i nalaze se s vanjske strane prstena. Prsten je male gustoće. Vanjski mu polumjer iznosi 129 000 km. Najsjajniji dio prstena širok je 6000 km. Bliže Jupiteru sjaj mu veoma opada, no tvar se, sve usitnjenija, prostire do površine Jupitera. Tipične čestice veličine su 1 μm. Debljina prstena manja je od 30 km, no oko njega zapaža se jedan svijetleći halo mnogo veće širine. Amalteja je stijena nepravilna oblika, crvena je i tamna. U središte Jupitera stalno je uperena njena duža os. Orbite satelita su unutar Rocheove granice, pa će, čak i ako zbog svojih malih dimenzija i izbjegnu raspad, prije ili kasnije pasti na Jupiter.

### Galilejanski sateliti
Galilejanski sateliti (Io ili Ija, Europa, Ganimed, Kalisto) po sfernom obliku, čak i po veličini sliče terestričkim plenetima. Kao i prva skupina satelita, oni se gibaju u ravnini Jupiterova ekvatora, a staze su im slabo izdužene. Ophodno vrijeme iznosi im od jednog do desetak dana. Period vrtnje sinkroniziran je s periodom obilaska, a to znači da uvijek jednom stranom gledaju prema Jupiteru. Najveći među njima i ujedno najveći Jupiterov satelit je Ganimed. Gustoća tih satelita opada po redu udaljenosti. To se svojstvo ne protivi predodžbi da su svi oni stvoreni u okolini Jupitera i s njime istodobno. Pred sobom imamo Sunčev sustav u malom. Krajolici galilejanskih satelita iznenađujući su. Sudeći po prosječnoj gustoći, Io i Europa pretežno su izgrađeni od silikata, a Ganimed i Kalisto od jednakih dijelova silikata i vode.

#### Ija ili Io
Io ili Ija ima najsnažnije vulkansko djelovanje od svih tijela Sunčeva sustava. Po veličini i gustoći nalik je Mjesecu. Prekriven je slojevima crvenonarančaste boje, sa svjetljiježućkastim i bijelim površinama, te tamnim mrljama. Čitava je površina proizvod vulkanske djelatnosti. Pritom je ekvatorsko područje aktivnije. Osim vulkana ima i planina, visokih do 10 km. Postoje mnogobrojni rasjedi i pukotine, duge nekoliko stotina kilometara. Tipičan vulkanski oblik je kaldera. Jedna polutka sadrži stotinjak kaldera mjera većih od 20 km. Najveće imaju i 250 km. Čitavih 5 % površine prekrivaju kaldere. One su obično zagaravljene, crnosmeđe i blagih padina, a oko njih se šire valovi i rijeke krute lave, u raznim nijansama žutocrvenog. U vrijeme erupcije, lava s plinovitim oblakom izbija s brzinom od 500 do 1000 m/s i diže se uvis 70 do 300 km. 
Boje tla dadu se rastumačiti sumporom i sumporovim dioksidom. Vrlo rijetka atmosfera sastoji se od sumporovog dioksida. Vodena para nije uočena. Kako je voda jedan od glavnih sastojaka vulkanizma na Zemlji, nedostatak vodene pare na Io znak je da je unutrašnjost dehidrirana. Talište sumpora nalazi se na temperaturi od 385 K (112 °C). U toku erupcije sumpor se hladi i pokriva tlo, a pri naglom hlađenju poprima razne nijanse. Velike bijele površine vjerojatno su snijeg ili mraz od sumpora ili sumporovog dioksida. Vulkanizam je uvjetovan rastaljenom unutrašnjosti. Izvor topline mogle bi biti plime (plimna sila). Iako je Io Jupiteru blizu kao i naš Mjesec Zemlji, zbog mnogo puta veće Jupiterove mase, plime su razmjerno veće. Energija se prenosi na tijelo satelita trenjem plimnog vala, no ako je vrtnja sinkronizirana, plimni val je stojni. Tada se energija dobiva jedino ako se jakost plime mijenja, pa se nebesko tijelo steže i rasteže. Premda je staza Io slabo izdužena, poremećenja do kojih dolazi posebno zbog utjecaja Europe dovode do ritmičkog mijenjanja udaljenosti do Jupitera, pa se i plimni val ritmički diže i spušta. Tim bi mehanizmom Io bio u središtu rastaljen još od vremena nastanka. Druga je mogućnost da se Io zagrijava jakim električnim strujama koje teku u Jupiterovoj magnetosferi. Zagrijavanje satelita ma kojim od mehanizama u dugim je geološkim razdobljima trebalo dovesti do razdvajanja kemijskih sastojaka po dubini. Lako hlapljivi sastojci, poput vode, napustili su planet, a obilni sumpor izdigao se iz unutrašnjosti do površinskih slojeva debljine od nekoliko kilometara. 
Zbog vulkanske erozije današnji reljef kore nije stariji od 10 do 100 milijuna godina, nema stoga ni jednog vidljivog meteoritskog kratera. Vulkanska aktivnost praćena je izdvajanjem topline. Pojedini dijelovi površine imaju temperaturu od 500 K. U infracrvenom području, Io zrači oko 2 W/m2, što se dade usporediti s najaktivnijim geotermalnim predjelima, s tom bitnom razlikom što je ovdje snaga zračenja raspoređena po čitavu globusu satelita.

#### Europa
Europa je posve prekrivena ledom i mnogo je sjajnija od Mjeseca, od kojega je i nešto manja. Ledenu površinu šaraju izlomljene sivkaste pruge, duge više tisuća kilometara, široke stotinu kilometara. Inače površina ne pokazuje nikakve osobite visinske razlike. Sivkaste pruge nisu pukotine u kori već, vjerojatnije, ponovno zaleđeni razmak među ledenim santama. U području sumračnice uočeni su hrptovi visine nekoliko stotina metara. Zavojiti su, široki do deset, a dugi više od stotinu kilometara. Dio površine poprskan je tamnim mrljama, koje se pri većem povećanju razlučuju u udubine i izbočine. Nađeno je nekoliko udarnih kratera, promjera oko 20 km. Površina Europe zapravo je ledena santa premale čvrstoće da sačuva kratere i sama je stalno podvrgnuta promjenama. Zato je i razmjerno mlađa, možda oko sto milijuna godina.

#### Ganimed
Ganimed ima površinu geološki veoma raznoliku. Starija je površina tamnija, mlađa svjetlija. Trećinu polutke okrenute od Jupitera zauzima tamni oval. Predjel Galileja (lat. Regio Galileo), dugačak je oko 4000 km. U reljefu se vide mnogobrojni udarni krateri, s bijelim zrakama i bez njih; one predstavljaju led izbačen iz kore (rastopljen i ponovo zaleđen). Nema mnogo velikih kratera. Svojstveni dijelovi reljefa su trakasti sustavi usporednih planina, koji znadu teći jedan preko drugoga kao da su češljani. Trake su duge više stotina kilometara, uže od 100 km, a sadrže desetak usporednih planina. Ima terena nevjerojatno izmiješanih oblika. Zapažaju se i pomaci velikih površinskih ploča, klizanja i razmicanja, nastala pucanjem i širenjem kore. 

#### Kalista
Kalista je tijelo Sunčeva sustava s najvećom gustoćom kratera. Prekrivaju se tako da između njih nema zaravni. Najtamniji je od svih galilejanskih satelita, i s malo kontrasta. Reljef je veoma gladak, što znači da u kori s vremenom dolazi do zaravnjavanja udarnih deformacija. Njegova kora mora teći kao što na Zemlji teku ledenjaci, spuštajući se u doline. Krater se akumulirao preko kratera i postupno tonuo u dubinu, ili je bio preliven svježim ledom. Ne vide se krateri veći od 150 km. Nema planina, što također govori o slaboj nosivosti kore. Najveća značajna pojava je Valhalla, sustav koncentričnih krugova s polumjerom od 1 500 km, nastao padom velikog tijela. Tijelo je probilo ledenu koru i rastalilo je, a ona se ponovo ukrutila u vidu kružnih valova na vodi.

### Grupa Temisto
Temisto je mali Jupiterov satelit između putanja Kalista i Lede, otkriven je 30. rujna 1975., ali mu se zagubio trag sve do 2000. godine kada je ponovno pronađen. Zbog toga je ovaj satelit do listopada 2002. imao dva privremena imena: S/1975 J 1 i S/2000 J 1. Temisto je prvi satelit izvan orbita 8 najbližih satelita (4 unutrašnja + 4 velika galilejanska). Temisto se giba progradno (ili direktno, to jest u smjeru Jupiterove rotacije). Temisto je jedini član grupe Temisto čiji su članovi progradni nepravilni sateliti. Srednji promjer mu iznosi tek oko 8 km.

### Grupa Himalija
Himalija, Leda, Liziteja, Elara i S/2000 J 11 iz te skupine imaju staze veoma izdužene i nalaze se u ravnini za 30° nagnutoj prema Jupiterovu ekvatoru, a svi su gotovo u jednoj ravnini. Srednje udaljenosti malo im se razlikuju, pa im se mnogo ne razlikuje ni ophodno vrijeme.

### Grupa Ananka
Grupa Ananka je grupa Jupiterovih prirodnih satelita sa sličnim parametrima orbite. Ova grupa spada među Jupiterove retrogradne nepravilne satelite. Oni su znatno izduženih staza, no bitna im je karakteristika retrogradno kretanje. Maleni su i nepravilna oblika. Grupa ima između 7 i 16 članova, ovisno o tome koliko strogo shvaćamo definiciju grupe. Poznati članovi uže grupe, redom od većih prema manjim, su: Ananka (najveći satelit, po njemu se zove grupa), Praksidika, Jokasta, Harpalika, Tiona, Euanta, Euporija. Dodatnih 9 rubnih članova grupe su: S/2003 J 16, Mnema, S/2003 J 3, S/2003 J 18, Ortozija, Telksinoa, Hermipa, Helika, S/2003 J 15.

### Grupa Karma
Grupa Karma je grupa Jupiterovih prirodnih satelita sa sličnim parametrima staze. Samo jedan satelit izlazi iz okvira grupe i ima ekscentricitet izvan (0,4295) raspona i to od 0,23 do 0,27. Ova grupa spada među Jupiterove retrogradne nepravilne satelite. Grupa ima 17 članova. Redom od Jupitera prema vani, to su: S/2003 J 17, S/2003 J 10, Pasiteja, Haldena, Arha, Izonoa, Erinoma, Kala, Aitne, Tajgeta, S/2003 J 9, Karma (najveći satelit, po njemu se zove grupa), S/2003 J 5, S/2003 J 19, Kalika, Eukelada i Kalihora.

### Grupa Karpo
Grupa Karpo ima samo satelit Karpo (također Jupiter XLVI). Progradni nepravilni satelit s oko 3 kilometra u promjeru i ophodnim vremenom od 458,625 dana.

### Grupa Pasifaja
Grupa Pasifaja je grupa Jupiterovih prirodnih satelita sa sličnim parametrima putanje. Ova grupa spada među Jupiterove retrogradne nepravilne satelite. Za razliku od preostale dvije retrogradne grupe Jupiterovih nepravilnih satelita (grupa Ananka i grupa Karma), ova je grupa vrlo raspršena po inklinaciji, što se tumači velikom starošću grupe koje se od vremena svojeg nastanka postepeno raspršila. Grupa ima 13 članova. Redom od Jupitera prema vani, to su: Euridoma, S/2003 J 23, Hegemona, Pasifaja (najveći satelit, po njemu se zove grupa), Sponda, Kilena, Megaclite, S/2003 J 4, Kaliroa, Sinopa, Autonoa, Aeda i Kora.

## Interakcija sa Sunčevim sustavom
Zajedno sa Suncem, Jupierov veliki gravitacijski utjecaj pomogao je oblikovanju Sunčevog sustava. Orbite većine planeta sustava leže bliže Jupiterovoj orbitalnoj ravnini od Sunčeve ekvatorijalne ravnine (Merkur je jedini planet koji je bliži Sunčevom ekvatoru u orbitalnom nagibu), Kirkwoodove zone u asteroidnom pojasu uglavnom uzrokuje Jupiter, te je možda bio odgovoran za kasno teško bombardiranje unutarnjeg Sunčevog sustava u prošlosti.
Zajedno sa svojim mjesecima, Jupiterovo gravitacijsko polje kontrolira brojne asteroide koji su se naselili u regije Lagrangieove točke u Jupiterovoj orbiti oko Sunca. Oni su poznati kao trojanski asteroidi, a podijeljeni su na grčke i trojanske "logore" u spomen na Ilijadu. Prvi od njih, 588 Ahil, otkrio je Max Wolf 1906. godine; od tada je otkriveno više od dvije tisuće. Najveći je 624 Hektor. 
Zbog veličine Jupiterove mase, težište između njega i Sunca leži neposredno iznad Sunčeve površine.

### Udari
Jupiter je nazvan usisavačem Sunčevog sustava, zbog njegovog ogromnog gravitacijskog potencijala i položaja u blizini unutarnjeg Sunčevog sustava. Primjećuje se najčešće udare kometa planeta Sunčevog sustava. Smatralo se da planet služi kao djelomična zaštita unutarnjeg sustava od kometnog bombardiranja. Međutim, nedavne računalne simulacije sugeriraju da Jupiter ne uzrokuje neto smanjenje broja kometa koji prolaze unutarnjim Sunčevim sustavom, jer njegova gravitacija pertubira njihove orbite unutar otprilike onoliko često koliko ih skuplja ili izbacuje. Ova tema ostaje sporna među znanstvenicima, jer neki misle da on vuče komete prema Zemlji iz Kuiperovog pojasa, dok drugi misle da Jupiter štiti Zemlju od navodnog Oortovog oblaka. Jupiter doživljava oko 200 puta više udara asteroida i kometa od Zemlje.
Noviji otkriveni udari na Jupiter uključuju sljedeće:
1. Vatrenu kuglu fotografirao je Voyager 1 tijekom susreta s Jupiterom u ožujku 1979.[22]
2. Tijekom razdoblja od 16. srpnja 1994. do 22. srpnja 1994. godine, preko 20 fragmenata kometa Shoemaker–Levy 9 sudarilo se s Jupiterovom južnom polutkom, pružajući prvo izravno promatranje sudara između dva objekta Sunčevog sustava. Zbog tog sudara mnogo je saznato o sastavu Jupiterove atmosfere.[23][24]
3. 19. srpnja 2009. u sustavu II otkriveno je mjesto udara na dužini od približno 216 stupnjeva.[25][26] Ovaj utjecaj ostavio je iza sebe crnu mrlju u Jupiterovoj atmosferi, sličnu veličinu kao Oval BA. Infracrveno promatranje pokazalo je svijetlu točku gdje se udar dogodio, što znači da je udar zagrijao donju atmosferu u području u blizini Jupiterovog južnog pola.[27]
4. Anthony Wesley, astronom amater u Australiji, 3. lipnja 2010. godine otkrio je vatrenu kuglu, manju od prethodnih, a kasnije je otkriveno da ju je snimio i drugi astronom amater na Filipinima[28]
5. Još je jedna vatrena kugla viđena 20. kolovoza 2010. godine.[29]
6. 10. rujna 2012. otkrivena je nova vatrena kugla.[22][30]
7. 17. ožujka 2016. snimljen je novi udar asteroida ili kometa u Jupiter.[31][32]
8. 7. kolovoza 2019. snimljen je novi masivan meteor kako udara u Jupiter.[33][34]

## Promatranje
Jupiter je obično četvrti najsvjetliji objekt na nebu (nakon Sunca, Mjeseca i Venere); ponekad je Mars svjetliji od Jupitera. Ovisno o položaju Jupitera u odnosu na Zemlju, magnituda može varirati u veličini od jarke poput −2,94 pri opoziciji do –1,66 tijekom gornje konjunkcije sa Suncem. Srednja prividna magnituda iznosi –2,20 sa standardnim odstupanjem 0,33. Kutni promjer Jupitera također varira od 50,1 do 29,8 lučnih sekundi. Povoljne suprotnosti nastaju kada Jupiter prolazi kroz perihel, događaj koji se događa jednom po orbiti. 
Zemlja prestiže Jupiter svakih 398,9 dana kad orbitira oko Sunca, u trajanju koje se naziva sinodičkim periodom. Kad to učini, Jupiter izgleda retrogradno u odnosu na pozadinske zvijezde. Odnosno, čini se da se Jupiter za jedno vrijeme kreće natrag prema noćnom nebu, čineći petlju. 
Budući da je orbita Jupitera izvan one Zemljine, fazni kut Jupitera gledan sa Zemlje nikada ne prelazi 11,5°: Jupiter se uvijek pojavljuje gotovo potpuno osvijetljen kada se gleda putem zemaljskih teleskopa. Pogled na srpasto osvijetljen planet dobio se tek tijekom misija svemirskih letjelica na Jupiter.
Mali teleskop obično će pokazivati Jupiterova četiri galilejanska satelita kao svjetle točkice te zone i pojaseve oblaka u Jupiterovoj atmosferi. Veći teleskop pokazat će Jupiterovu Veliku crvenu pjegu kada je vidljiva sa Zemlje. 

## Povijest istraživanja
Zbog svoje vidljivosti golom oku na noćnom nebu Jupiter je bio poznat u antičkim vremenima. Godine 1610. Galileo Galilej pomoću teleskopa otkriva 4 prirodna satelita koji su prozvani: Io, Europa, Ganimed i Kalista. Ovu grupu prirodnih satelita nazivamo galilejanskim satelitima. Galileo je na Saturnu našao izrasline u obliku ušiju. Smatrao je da je to trojno tijelo. Da je to zapravo prsten, ustanovio je 1665. Christiaan Huygens koji je te godine otkrio i najveći Saturnov prirodni satelit, Titan. Ole Rømer je 1675. iskoristio pomrčine Jupiterovih satelita da ocijeni brzinu svjetlosti. Giovanni Domenico Cassini je u razdoblju od 1671. do 1684. otkrio 4 dalja Saturnova satelita i pukotinu unutar prstena (Cassinijeva pukotina). Viđao je i pjege na Jupiteru, te njegovu spljoštenost. Isaac Newton je spljoštenost rastumačio vrtnjom. Zatim je William Herschel 1781. otkrio Uran kao nebesko tijelo 6. prividne veličine. Uran je i prije bio viđen jer je u dometu vidljivosti oka. Herschel je 1787. otkrio Uranove satelite Titaniju i Oberona, a 1789. Saturnove satelite Mimas i Enkelad, te je odredio Saturnov period vrtnje. 
Do otkrića Neptuna dolazi 1846. (Urbain Le Verrier i Johann Gottfried Galle), a u razmaku od dvije sedmice nađen je njegov pratilac Triton. Jedan točan položaj Neptuna iz 1612. pronađen je i u zapisima Galileia. James Clerk Maxwell je 1858. ustvrdio da je Saturnov prsten sastavljen od djelića (segmenata) meteorskog materijala, a J. Keller je to 1895. spektroskopski i dokazao. Pažnju astronoma zaokupljale su površine planeta od sedamdesetih godina 19. stoljeća. Izučavala se struktura Jupiterovih pruga, a 1878. obratila se pažnja na Veliku crvenu pjegu, iako je ona zapažena već od 1664. (Robert Hooke i Giovanni Domenico Cassini). Bljedunjave pruge nađene su još na Saturnu. Tridesetih godina 20. stoljeća spektroskopski je ustanovljeno prisustvo metana na svim velikim planetima, a amonijak je nađen samo na Jupiteru. Oko 1960. spektrom je dokazano i prisustvo vodika. 

### Pioneer 10 & 11 i Voyager 1 & 2
Sa Zemlje je do sada poslano 7 svemirskih letjelica, koje su bile uspješne u svom cilju. Prva letjelica koja je uspjela stići do Jupitera bila je međuplanetarna sonda Pioneer 10, koja se 4. prosinca 1973. približila Jupiteru na 130 000 km. Točno godinu dana kasnije približio mu se na 43 000 km Pioneer 11. Poslala je prve slike niske rezolucije. Pioneer 10 je također vratila i telemetrijske podatke o magnetosferi i atmosferi Jupitera. Letjelice Voyager (Voyager 1 i Voyager 2) opremljene boljim kamerama i mjernim instrumentima nego letjelice tipa Pioneer. Voyager 1 je prišao Jupiteru 5. ožujka 1979. na daljinu od 278 000 km, snimajući još satelite Io, Ganimed i Kalista. Voyager 2 je obletio Jupiter 9. srpnja 1979. snimajući usto sve galilejanske satelite. Poslale su na Zemlju 1979. slike i telemetrijske podatke, što je pridonijelo proširenju znanja o planetu Jupiter, otkrivši sljedeće:
- orbitalne prstene koje opasuju planet slične onima oko Saturna, ali manje izražene
- nove satelite koje nisu bile opaženi prije, na primjer grupu satelita u porodici Amaltea koji su u niskoj orbiti iznad Jupitera i koji imaju promjer manji od 200 km

Ekspedicije svemirskih letjelica čine prekretnicu u izučavanju divovskih planeta i njihovih satelita. 4. ožujka 1979. otkriven je Jupiterov prsten. Saturn je primio posjet Pioneera 11. rujna 1979., Voyagera 1 u studenom 1980., a Voyagera 2 u kolovozu 1981. Voyagera 2 je u siječnju 1986., osam godina nakon lansiranja, stigao u najveću blizinu Urana, a 1989. i do Neptuna. Plin helij je na Jupiteru spektroskopski dokazan iz Pioneera 10. Na temelju opažanja u optičkom i radio valnom području, i sa Zemlje i s letjelica, te izravnim mjerenjima iz letjelica može se veoma sigurno govoriti o građi tijela koje pripadaju Jupiterovoj skupini planeta.  

### Letjelica Galileo
Prva letjelica u orbitu Jupitera je sonda Galileo, koja je lansirana 18. listopada 1989., a ušla u orbitu 7. prosinca 1995.  Ona je kružila oko planeta više od sedam godina, obavila više preleta Galilejanskih satelita i Amalteje. Svemirska letjelica je također bila svjedok raspada kometa Shoeaker-Levy 9 dok se približavala Jupiteru 1994. godine, što je jedinstvenim opažanjem rezultiralo preciznim slikama udara. Njegov prvobitno dizajnirani kapacitet bio je ograničen neuspjelim postavljanjem njegove velike pojačane radio antene, iako su još uvijek dobivene opsežne informacije o Jupiterovom sustavu. 
Atmosferska sonda od titana od 340 kilograma puštena je iz svemirskog broda u srpnju 1995. godine, ulazeći u atmosferu Jupitera 7. prosinca.  Padobranom je prošla kroz 150 km (93 milje) atmosfere brzinom od oko 2.575 km/h (1600 mph)  i prikupljao podatke 57,6 minuta prije gubitka signala pri tlaku od oko 23 Zemaljske atmosfere pri temperaturi od 153 °C. Zatim se rastopila i vjerojatno isparila. Orbiter Galileo doživio bržu verziju iste sudbine kad je 21. rujna 2003. namjerno survan u planet brzinom većom od 50 km/s kako bi se izbjegla mogućnost da se upadne u i možda kontaminira Europu, mjesec za koji je pretpostavljeno da ima života na njemu. 
Podaci iz ove misije otkrili su da vodik čini do 90 % Jupiterove atmosfere. Zabilježena temperatura bila je veća od 300 °C (> 570 °F), a brzina vjetra izmjerena je više od 644 km/h (> 400 mph) prije nego što je sonda isparila u atmosferi.

### Letjelica Juno
NASA-ina misija Juno lansirana je 5. kolovoza 2011., a nakon pet godina putovanja stigla je na Jupiter 4. srpnja 2016., a dosada je napravila preko 20 polarnih orbita. 27. kolovoza 2016. svemirska letjelica dovršila je svoj prvi prelet Jupitera i poslala natrag prve slike Jupiterovog sjevernog polarnog područja, kao i južnog. 
Planirano je da letjelica bude deorbitirana 30. srpnja 2021. kako bi se izbjegla moguća kontaminacija Europe, satelita za kojeg se smatra da je kandidat za izvanzemaljski život.

### Buduće letjelice
Sljedeća planirana misija na Jupiter će biti ESA-ina je Jupiter Icy Mjesec Explorer (JUICE), zbog lansiranja 2022. godine, a koja će doći do Jupitera 2029. godine, istraživati Jupiterove galilejanske mjesece, a onda ući u orbitu Ganimeda gdje će orbitirati do 2034., a 2023. NASA će lansirati misiju Europa Clipper, čiji je cilj napraviti 45 preleta Europe i otkriti ima li tamo života.
| Međuplanetarne sonde |              |                     |                    |                          |                                                                                        |
| Država               | Ime sonde    | Datum lansiranja    | Datum dolaska      | Kraj misije (za Jupiter) | Opaska                                                                                 |
| SAD                  | Pioneer 10   | 3. ožujka 1972.     | prosinac 1973.     |                          | Prelet pokraj Jupitera. Prve slike, podaci o magnetosferi.                             |
| SAD                  | Pioneer 11   | 6. travnja 1973.    | prosinac 1974.     |                          | Prelet pokraj Jupitera. Slike, podaci o magentosferi.                                  |
| SAD                  | Voyager 1    | 5. rujna 1977.      | ožujak 1979.       |                          | Otkrio planetarne prstenove i nove satelite.                                           |
| SAD                  | Voyager 2    | 20. kolovoza 1977.  | lipanj 1979.       |                          | Slike galilejanskih satelita i atmosfere.                                              |
| SAD                  | Galileo      | 18. listopada 1989. | 7. prosinca 1995.  | 21. rujna 2003.          | Spustio sondu u Jupiterovu atmosferu. Velik broj slika Jupitera i satelita,            |
| SAD EU               | Cassini      | 15. listopada 1997. | 30. prosinca 2000. |                          | Prelet pokraj Jupitera na putu za Saturn.                                              |
| SAD                  | New Horizons | 19. siječnja 2006.  | 28. veljače 2007.  |                          | Prelet pokraj Jupitera na putu za Pluton.                                              |
| SAD                  | Juno         | 5. kolovoza 2011.   | 5. srpnja 2016.    | 30. srpnja 2021.         | Orbiter u polarnoj orbiti. Prve slike Jupiterovih polarnih regija u velikim detaljima. |

## Planet Jupiter u romanima i filmovima
- U filmu 2001: Odiseja u svemiru iz 1968. Stanley Kubricka, Jupiter je središte radnje, dok u nastavku u filmu Odiseja 2010. (2010: Odyssey Two) (1984.) Jupiter se pretvara u zvijezdu s pomoću fiktivne tehnologije koja uspijeva povećati gustoću jezgre Jupitera. Razlog je pospješivanje novonastalog života na Europi.

## Vanjske poveznice
|  | Zajednički poslužitelj ima još gradiva o temi Jupiter |